# Abierto Mexicano de Tenis
L'Abierto Mexicano de Tenis, noto anche come Abierto Mexicano Telcel presentado por HSBC per motivi di sponsorizzazione, è un torneo di tennis che si disputa annualmente ad Acapulco in Messico su campi in cemento (fino al 2013 si svolgeva sulla terra rossa).

## Storia
Il torneo è entrato nel circuito ATP nel 1993 come ATP World Series e si giocava inizialmente a Città del Messico, su campi in terra rossa. Con la riforma del calendario ATP del 1999-2000, il torneo è salito di categoria, entrando a far parte dell'ATP International Series Gold (ATP Tour 500 dal 2009), ed è stato spostato dal mese di ottobre a quello di febbraio, motivo per cui non si è giocata l'edizione del 1999. Con lo spostamento in calendario l'Abierto Mexicano de Tenis è entrato a far parte del Golden Swing, un circuito di tornei ATP organizzati d'estate in America Latina su campi di terra rossa.
Nel 2001 il torneo è stato spostato ad Acapulco, e per l'occasione si sono cominciati a giocare anche i tornei di singolare e doppio femminili, facenti parte fino al 2008 del WTA Tier III e dal 2009 al 2020 del WTA International. Dal 2001 al 2021 ha vinto 9 volte il premio come miglior torneo di categoria. Nel 2014 la superficie di gioco è stata cambiata in cemento ed il torneo è uscito dal Golden Swing, lasciando il posto al neonato Rio Open. L'edizione femminile del 2021 non viene disputata a causa di problemi organizzativi ("negoziazioni con Octagon che detiene la licenza WTA"). Il direttore del torneo ha quindi avanzato il desiderio di avere di nuovo un torneo WTA, ma come proprietari della licenza. Negli anni successivi non si sono disputati i tornei femminili. È stato votato dai tennisti come miglior torneo della categoria ATP Tour 500 nel 2007, 2017, 2019. Nel 2022 è stata cambiata la sede da Princess Mundo Imperial alla nuova Arena GNP Seguros.
Con quattro successi ognuno, Thomas Muster, David Ferrer, e Rafael Nadal detengono il record di numero di vittorie del torneo maschile; Ferrer e Nadal sono gli unici ad aver vinto il torneo sia su terra rossa sia su cemento. Juan Ignacio Chela è invece l'unico giocatore ad aver vinto il torneo sia a Città del Messico sia ad Acapulco.

## Albo d'oro

### Torneo maschile

#### Singolare
| Località          | Anno | Categoria                 | Vincitore              | Finalista                   | Punteggio           | Superficie    |
| ----------------- | ---- | ------------------------- | ---------------------- | --------------------------- | ------------------- | ------------- |
| Città del Messico | 1993 | World Series              | Thomas Muster (1)      | Carlos Costa                | 6–2, 6–4            | Terra rossa   |
| Città del Messico | 1994 | World Series              | Thomas Muster (2)      | Roberto Jabali              | 6–3, 6–1            | Terra rossa   |
| Città del Messico | 1995 | World Series              | Thomas Muster (3)      | Fernando Meligeni           | 7–6(4), 7–5         | Terra rossa   |
| Città del Messico | 1996 | World Series              | Thomas Muster (4)      | Jiří Novák                  | 7–6(3), 6–2         | Terra rossa   |
| Città del Messico | 1997 | World Series              | Francisco Clavet       | Joan Albert Viloca          | 6–4, 7–6(7)         | Terra rossa   |
| Città del Messico | 1998 | World Series              | Jiří Novák             | Xavier Malisse              | 6–3, 6–3            | Terra rossa   |
| Città del Messico | 1999 | non disputato             | non disputato          | non disputato               | non disputato       | non disputato |
| Città del Messico | 2000 | International Series Gold | Juan Ignacio Chela (1) | Mariano Puerta              | 6–4, 7–6(4)         | Terra rossa   |
| Acapulco          | 2001 | International Series Gold | Gustavo Kuerten        | Galo Blanco                 | 6–4, 6–2            | Terra rossa   |
| Acapulco          | 2002 | International Series Gold | Carlos Moyá (1)        | Fernando Meligeni           | 7–6(4), 7–6(4)      | Terra rossa   |
| Acapulco          | 2003 | International Series Gold | Agustín Calleri        | Mariano Zabaleta            | 7–5, 3–6, 6–3       | Terra rossa   |
| Acapulco          | 2004 | International Series Gold | Carlos Moyá (2)        | Fernando Verdasco           | 6–3, 6–0            | Terra rossa   |
| Acapulco          | 2005 | International Series Gold | Rafael Nadal (1)       | Albert Montañés             | 6–1, 6–0            | Terra rossa   |
| Acapulco          | 2006 | International Series Gold | Luis Horna             | Juan Ignacio Chela          | 7–6(5), 6–4         | Terra rossa   |
| Acapulco          | 2007 | International Series Gold | Juan Ignacio Chela (2) | Carlos Moyá                 | 6–3, 7–6(2)         | Terra rossa   |
| Acapulco          | 2008 | International Series Gold | Nicolás Almagro (1)    | David Nalbandian            | 6–1, 7–6(1)         | Terra rossa   |
| Acapulco          | 2009 | ATP 500                   | Nicolás Almagro (2)    | Gaël Monfils                | 6–2, 6–2            | Terra rossa   |
| Acapulco          | 2010 | ATP 500                   | David Ferrer (1)       | Juan Carlos Ferrero         | 6–3, 3–6, 6–1       | Terra rossa   |
| Acapulco          | 2011 | ATP 500                   | David Ferrer (2)       | Nicolás Almagro             | 7–6(4), 6(2)–7, 6–2 | Terra rossa   |
| Acapulco          | 2012 | ATP 500                   | David Ferrer (3)       | Fernando Verdasco           | 6–1, 6–2            | Terra rossa   |
| Acapulco          | 2013 | ATP 500                   | Rafael Nadal (2)       | David Ferrer                | 6–0, 6–2            | Terra rossa   |
| Acapulco          | 2014 | ATP 500                   | Grigor Dimitrov        | Kevin Anderson              | 7–6(1), 3–6, 7–6(5) | Cemento       |
| Acapulco          | 2015 | ATP 500                   | David Ferrer (4)       | Kei Nishikori               | 6–3, 7–5            | Cemento       |
| Acapulco          | 2016 | ATP 500                   | Dominic Thiem          | Bernard Tomić               | 7–6(8), 4–6, 6–3    | Cemento       |
| Acapulco          | 2017 | ATP 500                   | Sam Querrey            | Rafael Nadal                | 6–3, 7–6(3)         | Cemento       |
| Acapulco          | 2018 | ATP 500                   | Juan Martín del Potro  | Kevin Anderson              | 6–4, 6–4            | Cemento       |
| Acapulco          | 2019 | ATP 500                   | Nick Kyrgios           | Alexander Zverev            | 6–3, 6–4            | Cemento       |
| Acapulco          | 2020 | ATP 500                   | Rafael Nadal (3)       | Taylor Fritz                | 6–3, 6–2            | Cemento       |
| Acapulco          | 2021 | ATP 500                   | Alexander Zverev       | Stefanos Tsitsipas          | 6–4, 7–6(3)         | Cemento       |
| Acapulco          | 2022 | ATP 500                   | Rafael Nadal (4)       | Cameron Norrie              | 6–4, 6–4            | Cemento       |
| Acapulco          | 2023 | ATP 500                   | Alex de Minaur (1)     | Tommy Paul                  | 3–6, 6–4, 6–1       | Cemento       |
| Acapulco          | 2024 | ATP 500                   | Alex de Minaur (2)     | Casper Ruud                 | 6–4, 6–4            | Cemento       |
| Acapulco          | 2025 | ATP 500                   | Tomáš Macháč           | Alejandro Davidovich Fokina | 7–6(6), 6–2         | Cemento       |

#### Doppio
| Località          | Anno | Categoria                 | Vincitore                                | Finalista                             | Punteggio              | Superficie    |
| ----------------- | ---- | ------------------------- | ---------------------------------------- | ------------------------------------- | ---------------------- | ------------- |
| Città del Messico | 1993 | World Series              | Leonardo Lavalle (1) Jaime Oncins        | Horacio de la Peña Jorge Lozano       | 7–6, 6–4               | Terra rossa   |
| Città del Messico | 1994 | World Series              | Francisco Montana (1) Bryan Shelton      | Luke Jensen Murphy Jensen             | 6–3, 6–4               | Terra rossa   |
| Città del Messico | 1995 | World Series              | Javier Frana Leonardo Lavalle (2)        | Marc-Kevin Goellner Diego Nargiso     | 7–5, 6–3               | Terra rossa   |
| Città del Messico | 1996 | World Series              | Donald Johnson (1) Francisco Montana (2) | Nicolás Pereira Emilio Sánchez        | 6–2, 6–4               | Terra rossa   |
| Città del Messico | 1997 | World Series              | Nicolás Lapentti Daniel Orsanic          | Luis Herrera Mariano Sánchez          | 4–6, 6–3, 7–6          | Terra rossa   |
| Città del Messico | 1998 | World Series              | Jiří Novák David Rikl                    | Daniel Orsanic David Roditi           | 6–4, 6–2               | Terra rossa   |
| Città del Messico | 1999 | non disputato             | non disputato                            | non disputato                         | non disputato          | non disputato |
| Città del Messico | 2000 | International Series Gold | Byron Black Donald Johnson (2)           | Gastón Etlis Martín Rodríguez         | 6–3, 7–5               | Terra rossa   |
| Acapulco          | 2001 | International Series Gold | Donald Johnson (3) Gustavo Kuerten       | David Adams Martín García             | 6–3, 7–6(5)            | Terra rossa   |
| Acapulco          | 2002 | International Series Gold | Bob Bryan (1) Mike Bryan (1)             | Martin Damm David Rikl                | 6–1, 3–6, [10–2]       | Terra rossa   |
| Acapulco          | 2003 | International Series Gold | Mark Knowles Daniel Nestor               | David Ferrer Fernando Vicente         | 6–3, 6–3               | Terra rossa   |
| Acapulco          | 2004 | International Series Gold | Bob Bryan (2) Mike Bryan (2)             | Juan Ignacio Chela Nicolás Massú      | 6–2, 6–3               | Terra rossa   |
| Acapulco          | 2005 | International Series Gold | David Ferrer Santiago Ventura            | Jiří Vaněk Tomáš Zíb                  | 4–6, 6–1, 6–4          | Terra rossa   |
| Acapulco          | 2006 | International Series Gold | František Čermák (1) Leoš Friedl         | Potito Starace Filippo Volandri       | 7–5, 6–2               | Terra rossa   |
| Acapulco          | 2007 | International Series Gold | Potito Starace Martín Vassallo Argüello  | Lukáš Dlouhý Pavel Vízner             | 6–0, 6–2               | Terra rossa   |
| Acapulco          | 2008 | International Series Gold | Oliver Marach (1) Michal Mertiňák (1)    | Agustín Calleri Luis Horna            | 6–2, 6(3)–7, [10–7]    | Terra rossa   |
| Acapulco          | 2009 | ATP 500                   | František Čermák (2) Michal Mertiňák (2) | Łukasz Kubot Oliver Marach            | 4–6, 6–4, [10–7]       | Terra rossa   |
| Acapulco          | 2010 | ATP 500                   | Łukasz Kubot (1) Oliver Marach (2)       | Fabio Fognini Potito Starace          | 6–0, 6–0               | Terra rossa   |
| Acapulco          | 2011 | ATP 500                   | Victor Hănescu Horia Tecău               | Marcelo Melo Bruno Soares             | 6–1, 6–3               | Terra rossa   |
| Acapulco          | 2012 | ATP 500                   | David Marrero (1) Fernando Verdasco      | Marcel Granollers Marc López          | 6–3, 6–4               | Terra rossa   |
| Acapulco          | 2013 | ATP 500                   | Łukasz Kubot (2) David Marrero (2)       | Simone Bolelli Fabio Fognini          | 7–5, 6–2               | Terra rossa   |
| Acapulco          | 2014 | ATP 500                   | Kevin Anderson Matthew Ebden             | Feliciano López Maks Mirny            | 6–3, 6–3               | Cemento       |
| Acapulco          | 2015 | ATP 500                   | Ivan Dodig Marcelo Melo (1)              | Mariusz Fyrstenberg Santiago González | 7–6(2), 5–7, [10–3]    | Cemento       |
| Acapulco          | 2016 | ATP 500                   | Treat Huey Maks Mirny                    | Philipp Petzschner Alexander Peya     | 7–6(5), 6–3            | Cemento       |
| Acapulco          | 2017 | ATP 500                   | Jamie Murray (1) Bruno Soares (1)        | John Isner Feliciano López            | 6–3, 6–3               | Cemento       |
| Acapulco          | 2018 | ATP 500                   | Jamie Murray (2) Bruno Soares (2)        | Bob Bryan Mike Bryan                  | 7–6(4), 7–5            | Cemento       |
| Acapulco          | 2019 | ATP 500                   | Alexander Zverev Misha Zverev            | Austin Krajicek Artem Sitak           | 2–6, 7–6(4), [10–5]    | Cemento       |
| Acapulco          | 2020 | ATP 500                   | Łukasz Kubot (3) Marcelo Melo (2)        | Juan Sebastián Cabal Robert Farah     | 7–6(6), 6(4)–7, [11–9] | Cemento       |
| Acapulco          | 2021 | ATP 500                   | Ken Skupski Neal Skupski                 | Marcel Granollers Horacio Zeballos    | 7–6(3), 6–4            | Cemento       |
| Acapulco          | 2022 | ATP 500                   | Feliciano López Stefanos Tsitsipas       | Marcelo Arévalo Jean-Julien Rojer     | 7–5, 6–4               | Cemento       |
| Acapulco          | 2023 | ATP 500                   | Alexander Erler Lucas Miedler            | Nathaniel Lammons Jackson Withrow     | 7–6(9), 7–6(3)         | Cemento       |
| Acapulco          | 2024 | ATP 500                   | Hugo Nys Jan Zieliński                   | Santiago González Neal Skupski        | 6–3, 6–2               | Cemento       |
| Acapulco          | 2025 | ATP 500                   | Christian Harrison Evan King             | Sadio Doumbia Fabien Reboul           | 6–4, 6–4               | Cemento       |

### Torneo femminile

#### Singolare
| Anno       | Vincitrice          | Finalista              | Punteggio        | Superficie  |
| ---------- | ------------------- | ---------------------- | ---------------- | ----------- |
| 1953       | Maureen Connolly    | Shirley Fry            | 6–1, 6–1         | Terra rossa |
| 1954- 2000 | non disputato       | non disputato          | non disputato    | Terra rossa |
| 2001       | Amanda Coetzer (1)  | Elena Dement'eva       | 2–6, 6–1, 6–2    | Terra rossa |
| 2002       | Katarina Srebotnik  | Paola Suárez           | 6(1)–7, 6–4, 6–2 | Terra rossa |
| 2003       | Amanda Coetzer (2)  | Mariana Díaz Oliva     | 7–5, 6–3         | Terra rossa |
| 2004       | Iveta Benešová      | Flavia Pennetta        | 7–6(5), 6–4      | Terra rossa |
| 2005       | Flavia Pennetta (1) | Ľudmila Cervanová      | 3–6, 7–5, 6–3    | Terra rossa |
| 2006       | Anna-Lena Grönefeld | Flavia Pennetta        | 6–1, 4–6, 6–2    | Terra rossa |
| 2007       | Émilie Loit         | Flavia Pennetta        | 7–6(0), 6–4      | Terra rossa |
| 2008       | Flavia Pennetta (2) | Alizé Cornet           | 6–0, 4–6, 6–1    | Terra rossa |
| 2009       | Venus Williams (1)  | Flavia Pennetta        | 6–1, 6–2         | Terra rossa |
| 2010       | Venus Williams (2)  | Polona Hercog          | 2–6, 6–2, 6–3    | Terra rossa |
| 2011       | Gisela Dulko        | Arantxa Parra Santonja | 6–3, 7–6(5)      | Terra rossa |
| 2012       | Sara Errani (1)     | Flavia Pennetta        | 5–7, 7–6(2), 6–0 | Terra rossa |
| 2013       | Sara Errani (2)     | Carla Suárez Navarro   | 6–0, 6–4         | Terra rossa |
| 2014       | Dominika Cibulková  | Christina McHale       | 7–6(3), 4–6, 6–4 | Cemento     |
| 2015       | Timea Bacsinszky    | Caroline Garcia        | 6–3, 6–0         | Cemento     |
| 2016       | Sloane Stephens     | Dominika Cibulková     | 6–4, 4–6, 7–6(5) | Cemento     |
| 2017       | Lesia Tsurenko (1)  | Kristina Mladenovic    | 6–1, 7–5         | Cemento     |
| 2018       | Lesia Tsurenko (2)  | Stefanie Vögele        | 5–7, 7–6(2), 6–2 | Cemento     |
| 2019       | Wang Yafan          | Sofia Kenin            | 2–6, 6–3, 7–5    | Cemento     |
| 2020       | Heather Watson      | Leylah Annie Fernandez | 6–4, 6(8)–7, 6–1 | Cemento     |

#### Doppio
| Anno | Vincitrici                                                  | Finaliste                                              | Punteggio            | Superficie  |
| ---- | ----------------------------------------------------------- | ------------------------------------------------------ | -------------------- | ----------- |
| 2001 | María José Martínez Sánchez (1) Anabel Medina Garrigues (1) | Virginia Ruano Pascual Paola Suárez                    | 6–4, 6(5)–7, 7–5     | Terra rossa |
| 2002 | Virginia Ruano Pascual Paola Suárez                         | Tina Križan Katarina Srebotnik                         | 7–5, 6–1             | Terra rossa |
| 2003 | Émilie Loit Åsa Svensson                                    | Petra Mandula Patricia Wartusch                        | 6–3, 6–1             | Terra rossa |
| 2004 | Lisa McShea Milagros Sequera                                | Olga Blahotová Gabriela Navrátilová                    | 2–6, 7–6(5), 6–4     | Terra rossa |
| 2005 | Alina Židkova Tetjana Perebyjnis                            | Rosa María Andrés Rodríguez Conchita Martínez Granados | 7–5, 6–3             | Terra rossa |
| 2006 | Anna-Lena Grönefeld Meghann Shaughnessy                     | Shinobu Asagoe Émilie Loit                             | 6–1, 6–3             | Terra rossa |
| 2007 | Lourdes Domínguez Lino (1) Arantxa Parra Santonja (1)       | Émilie Loit Nicole Pratt                               | 6–3, 6–3             | Terra rossa |
| 2008 | Nuria Llagostera Vives (1) María José Martínez Sánchez (2)  | Iveta Benešová Petra Cetkovská                         | 6–2, 6–4             | Terra rossa |
| 2009 | Nuria Llagostera Vives (2) María José Martínez Sánchez (3)  | Lourdes Domínguez Lino Arantxa Parra Santonja          | 6–4, 6–2             | Terra rossa |
| 2010 | Polona Hercog Barbora Záhlavová-Strýcová                    | Sara Errani Roberta Vinci                              | 2–6, 6–1, [10–2]     | Terra rossa |
| 2011 | Marija Korytceva Ioana Raluca Olaru                         | Lourdes Domínguez Lino Arantxa Parra Santonja          | 3–6, 6–1, [10–4]     | Terra rossa |
| 2012 | Sara Errani Roberta Vinci                                   | Lourdes Domínguez Lino Arantxa Parra Santonja          | 6–2, 6–1             | Terra rossa |
| 2013 | Lourdes Domínguez Lino (2) Arantxa Parra Santonja (2)       | Catalina Castaño Mariana Duque Mariño                  | 6–4, 7–6(1)          | Terra rossa |
| 2014 | Kristina Mladenovic Galina Voskoboeva                       | Petra Cetkovská Iveta Melzer                           | 6–3, 2–6, [10–5]     | Cemento     |
| 2015 | Lara Arruabarrena María Teresa Torró Flor                   | Andrea Hlaváčková Lucie Hradecká                       | 7–6(2), 5–7, [13–11] | Cemento     |
| 2016 | Anabel Medina Garrigues (2) Arantxa Parra Santonja (3)      | Kiki Bertens Johanna Larsson                           | 6–0, 6–4             | Cemento     |
| 2017 | Darija Jurak Anastasija Rodionova                           | Verónica Cepede Royg Mariana Duque Mariño              | 6–3, 6–2             | Cemento     |
| 2018 | Tatjana Maria Heather Watson                                | Kaitlyn Christian Sabrina Santamaria                   | 7–5, 2–6, [10–2]     | Cemento     |
| 2019 | Viktoria Azarenka Zheng Saisai                              | Desirae Krawczyk Giuliana Olmos                        | 6–1, 6–2             | Cemento     |
| 2020 | Desirae Krawczyk Giuliana Olmos                             | Kateryna Bondarenko Sharon Fichman                     | 6–3, 7–6(5)          | Cemento     |